# Conocara werneri
Conocara werneri är en fiskart som beskrevs av Nybelin, 1947. Conocara werneri ingår i släktet Conocara och familjen Alepocephalidae. Inga underarter finns listade i Catalogue of Life.